# Lucia Migliaccio
Lucia Maria Migliaccio, duchessa di Floridia (Siracusa, 18 gennaio 1770 – Napoli, 26 aprile 1826), è stata una nobildonna italiana, seconda moglie del Re Ferdinando I delle Due Sicilie. Essendo il loro un matrimonio morganatico, non divenne mai regina.

## Biografia

Lo stemma moderno di Floridia, Lucia Migliaccio ne fu la dodicesima duchessa.

Era figlia del nobile siciliano Don Vincenzo Migliaccio, ottavo duca di Floridia e San Donato, e della nobildonna spagnola Donna Dorotea Borgia e Rau, dei marchesi del Casale. Appena undicenne, venne data in moglie a Don Benedetto Maria III Grifeo, ottavo principe di Partanna e duca di Ciminna. Questi era un membro dell'antichissima famiglia dei Grifeo, proprietaria dei terreni su cui sorse il Parco Grifeo.
Dopo la morte del marito, cui diede sette figli, il 27 novembre 1814 Lucia sposò morganaticamente a Palermo Ferdinando I delle Due Sicilie, Lucia aveva 44 anni all'epoca del matrimonio, lo sposo 63. Tra i figli, Lucia Borbone che sposò Salvatore Sagnelli, entrambi sepolti nel cimitero di Maddaloni, in provincia di Caserta. Quest'ultimo dato però non trova riscontro in quanto sulla lapide di Lucia Borbone a Maddaloni la data di nascita incisa è 29 gennaio 1843 e quella di morte 10 dicembre 1898.
La prima moglie di Ferdinando, Maria Carolina d'Austria, era morta l'8 settembre 1814. Mentre Maria Carolina era considerata capo di Stato de facto della Sicilia fino al 1812, Lucia ebbe sempre un'influenza molto limitata.

 Ferdinando aveva in quei mesi affidato, affidando al figlio primogenito come regente, il futuro Francesco I delle Due Sicilie, la maggior parte delle sue funzioni nel regno di Sicilia.
Ferdinando aveva poi riottenuto il trono del regno di Napoli dopo la vittoria nella Battaglia di Tolentino (3 maggio 1815) sul suo rivale Gioacchino Murat. L'8 dicembre 1816 egli riunì i due troni di Sicilia e di Napoli nel trono delle Due Sicilie, con Francesco come reggente in Sicilia e Lucia (piuttosto invisa al figlio) come consorte reale.
Nel 1823 Ferdinando fece dono alla consorte di un enorme parco sulla collina del Vomero, allora quasi del tutto agricola e occupata solo da Castel Sant'Elmo, dalla Certosa di San Martino e da alcune ville nobiliari, tra le quali spiccava Villa Carafa di Belvedere, spesso utilizzata dagli stessi Borbone come residenza e situata a poca distanza dal nuovo parco. All'interno di questo parco egli fece costruire una villa in stile neoclassico, che chiamò Villa Floridiana, e un'altra villa di dimensioni minori, cui diede il nome di Villa Lucia. In questa villa il sovrano e sua moglie trascorsero in tranquillità gli ultimi anni della loro vita.
Ferdinando si spense il 4 gennaio 1825. Lucia gli sopravvisse un anno e tre mesi. Dal loro matrimonio non nacquero figli; le proprietà della duchessa furono divise fra i figli del precedente matrimonio, il che comportò anche la divisione in due parti del Parco della Floridiana e la spartizione del Parco Grifeo.